# Herminio Miranda
Herminio Antonio Miranda Ovelar (Itá, 7 maggio 1985) è un ex calciatore paraguaiano, di ruolo difensore.

## Palmarès

### Club
- Campionato paraguaiano: 2

Club Nacional: Clausura 2009, Apertura 2011